# Chromocryptus prosopis
Chromocryptus prosopis är en stekelart som beskrevs av Porter 1985. Chromocryptus prosopis ingår i släktet Chromocryptus och familjen brokparasitsteklar. Inga underarter finns listade i Catalogue of Life.